# Epigelasma befasy
Epigelasma befasy là một loài bướm đêm trong họ Geometridae.